# バレー郡 (モンタナ州)
バレー郡（英: Valley County）は、アメリカ合衆国モンタナ州の北東部に位置する郡である。2010年国勢調査での人口は7,369人であり、2000年の7,675人から4.0％減少した。郡庁所在地はグラスゴー市（人口3,250人）であり、同郡で人口最大の自治体でもある。

## 地理
アメリカ合衆国国勢調査局に拠れば、郡域全面積は5,062平方マイル (13,111 km2)であり、このうち陸地は4,921平方マイル (12,745 km2)、水域は141平方マイル (365 km2)で水域率は2.79％である。

### 主要高規格道路
- アメリカ国道2号線
- モンタナ州道24号線
- モンタナ州道42号線
- モンタナ州道117号線
- モンタナ州道248号線

### 隣接する郡
- フィリップス郡 - 西
- ガーフィールド郡 - 南
- マコーン郡 - 南
- ルーズベルト郡 - 東
- ダニエルズ郡 - 東
- カナダ、サスカチュワン州マンコタ45号 - 北
- カナダ、サスカチュワン州ウエイバリー44号 - 北
- カナダ、サスカチュワン州オールドポスト43号 - 北

### 国立保護地域
- チャールズ・M・ラッセル国立野生生物保護区（部分）

## 人口動態
以下は2000年の国勢調査による人口統計データである。
| 基礎データ - 人口: 7,675人 - 世帯数: 3,150 世帯 - 家族数: 2,129 家族 - 人口密度: 1人/km2（2人/mi2） - 住居数: 4,847軒 - 住居密度: 0軒/km2（1軒/mi2） 人種別人口構成 - 白人: 88.14% - アフリカン・アメリカン: 0.13% - ネイティブ・アメリカン: 9.42% - アジア人: 0.25% - 太平洋諸島系: 0.01% - その他の人種: 0.26% - 混血: 1.79% - ヒスパニック・ラテン系: 0.78% 先祖による構成 - ドイツ系：28.2％ - ノルウェー系：24.0％ - アメリカ人：6.4％ - イギリス系：6.0％ - アイルランド系：5.5％ 年齢別人口構成 - 18歳未満: 25.1% - 18-24歳: 6.0% - 25-44歳: 24.3% - 45-64歳: 25.6% - 65歳以上: 19.0% - 年齢の中央値: 42歳 - 性比（女性100人あたり男性の人口） - 総人口: 98.2 - 18歳以上: 95.1 | 世帯と家族（対世帯数） - 18歳未満の子供がいる: 29.7% - 結婚・同居している夫婦: 55.5% - 未婚・離婚・死別女性が世帯主: 8.2% - 非家族世帯: 32.4% - 単身世帯: 29.3% - 65歳以上の老人1人暮らし: 12.0% - 平均構成人数 - 世帯: 2.38人 - 家族: 2.93人 収入と家計 - 収入の中央値 - 世帯: 30,979米ドル - 家族: 39,044米ドル - 性別 - 男性: 27,233米ドル - 女性: 17,686米ドル - 人口1人あたり収入: 16,246米ドル - 貧困線以下 - 対人口: 13.5% - 対家族数: 9.5% - 18歳未満: 15.4% - 65歳以上: 14.4% |

## 都市と町

### 都市
- グラスゴー - 郡庁所在地

### 町
- フォートペック
- ナシュア
- オプハイム

### 国勢調査指定地域
- フレーザー
- セントマリー

### その他の町
- オスウェゴ